# Werner Luginbühl
Pour les articles homonymes, voir Luginbühl.
Werner Luginbühl, né le 4 janvier 1958 à Krattigen (originaire du même lieu), est un homme politique suisse, membre de l'Union démocratique du centre (UDC) puis du Parti bourgeois-démocratique (PBD).
Il est membre du gouvernement bernois de juin 1998 à mars 2008 et député du canton de Berne au Conseil des États de décembre 2007 à décembre 2019.

## Biographie
Originaire de Krattigen, Werner Luginbühl fréquente des écoles à Krattigen et Aeschi bei Spiez puis suit un apprentissage comme dessinateur en chauffage. Après avoir obtenu un diplôme en économie et un Führungsnachdiplom de l'Université de Fribourg, il devient responsable et copropriétaire d'une entreprise d'ingénierie, entre 1983 et 1988, responsable de la région montagneuse de Thun-InnertPort et de l'association de planification du Gürbetal (de).

## Parcours politique
En 1994, il adhère à l'UDC du canton de Berne et devient, entre 1994 et 1998, secrétaire du parti et du groupe parlementaire.
Le 19 avril 1998, il est élu au gouvernement cantonal, où il prend en charge la direction de la justice, des affaires communales et des affaires ecclésiastiques, exerçant cette fonction jusqu'au 31 mars 2008. Cette année-là, il quitte son parti et rejoint le PBD qu'il cofonde.
Le 21 octobre 2007, il est élu au Conseil des États comme représentant du canton de Berne. Le 20 novembre 2011, il est réélu avec 216 685 voix, soit 65 % des suffrages.

## Autres mandats
Il préside la Commission fédérale de l'électricité depuis le 1er mars 2020.